# 웬 어 스트레인저 콜스
《웬 어 스트레인저 콜스》(영어: When a Stranger Calls)는 미국에서 제작된 프레드 월턴 감독의 1979년 심리 스릴러 영화이다. 월턴 본인이 만든 단편 영화 《The Sitter》(1977)를 직접 장편으로 발전시켰다. 찰스 더닝, 캐럴 케인 등이 출연하였고, 더그 체이핀 등이 제작에 참여하였다.
1993년 쇼타임에서 속편 텔레비전 영화 《웬 어 스트레인저 콜스 백》(When a Stranger Calls Back)이 방영되었으며, 2006년 리메이크 영화 《낯선 사람에게서 전화가 올 때》가 개봉하였다.

## 출연진
- 찰스 더닝
- 캐럴 케인
- 콜린 듀허스트
- 토니 베클리
- 레이철 로버츠
- 론 오닐
- 스티븐 앤더슨
- 카먼 아젠지애노

## 기타 제작진
- 협력 제작: 래리 코스트로프
- 배역: 페니 페리, 베벌리 롱
- 미술: 일레인 바버라 시더